# Царство вечной мерзлоты (Якутск)
«Царство вечной мерзлоты» (Якутск, Якутия) — туристический комплекс, представляющий собой нетающий ледник внутри горы с выставкой ледяных фигур и аттракционами. Открыт в 2005 году. Комплекс располагается в Якутске на 5 километре Вилюйского тракта и работает круглогодично.
Температура в леднике не падает ниже −10 °C и не поднимается выше −4 °C.
Туристический объект «Царство вечной мерзлоты» является самым посещаемым местом у иностранных и иногородних туристов. Это уникальный туристический комплекс, ледник, находящийся внутри горы. Гордостью комплекса являются ледовые скульптуры, воспроизведённые якутскими мастерами. На производство некоторых скульптур уходит несколько месяцев.
В комплексе располагается тронный зал властелина холода Чысхаана, ледяные скульптуры, созданные лучшими мастерами Якутии, церемониальный зал, ледяной бар. В мини-музее палеонтологии можно ознакомиться с экспозицией останков мамонтов и других животных ледникового периода.
В Царстве установлен почтовый ящик Деда Мороза, из которого ежегодно 1 декабря Дед Мороз из Великого Устюга лично забирает письма. Каждый год 1 декабря Дед Мороз из Великого Устюга прибывает в Якутск, где принимает у Повелителя холода Чысхаана символ зимы и едет с ним по всей предновогодней России, а затем возвращается в «Царство вечной мерзлоты».

## Геология
ЦВМ расположен в пригороде г. Якутска в основании Чочур-Муранской гряды в ранее пройденных в 80-х гг. прошлого века ПГВ ледника (подземного холодильника) для хранения замороженного белкового продовольствия. ПГВ были проведены проходческим комбайном избирательного действия типа ГПК.
В объёмно-планировочном решении ЦВМ состоит из 2 штолен, сбитых одной сбойкой, и 25 камер, в которых размещены ледовые скульптуры. Длина штольни № 1 составляет 102 м, штольни № 2 — 124 м, длина сбойки 21 м, сечение выработок неодинаковое и в среднем составляет — штолен 9,3 м², камер 10 м². Крепление ПГВ, за исключением устьевых частей штолен, не производилось.
В зимний период ПГВ принудительно вентилируются холодным воздухом, нагнетаемым вентилятором, и их поверхности покрываются слоем ледяной глазировки толщиной 50 мм путём набрызга тонкораспылённой воды, обеспечивая тем самым хладозарядку вмещающего горного массива (ГМ), требуемый уровень влажности и защиту от выветривания.
ГМ, вмещающий ПГВ комплекса, сложен мёрзлыми многократно переслаивающимися мелкими и пылеватыми песками мощностью от 2 до 10-15 м, а также такого же типа супесями, средними и тяжёлыми суглинками с мощностью отдельных пропластков от 0,1 до 1-2 м.
Естественная температура пород составляет −2,5…-3 С; суммарная влажность 15,1…20 %; объёмный вес 1,83.2,12 г/см3, коэффициент пористости 0,45.0,87.
Механические свойства мёрзлых пород: предел прочности на одноосное сжатие −8,0.25,0 кг/см²; предел прочности на растяжение −1,5.4,5 кг/см²; эквивалентное сцепление −3,5.12,5 кг/см².
По категории крепости (СНиП ГУ.5.82) породы относятся к группе мёрзлых грунтов «В».
Теплофизические свойства мёрзлых пород: объёмная теплоёмкость −460.482 ккал/м3 град; коэффициент теплопроводности −1,26.2,69 ккал/м ч град; коэффициент температуропроводности −27,2.53,2-10-4м²/ч.
При оттаивании мёрзлые дисперсные породы практически теряют прочностные свойства и характеризуются следующими скоростями теплового разрушения (по ИИГХИ-ПХВП-85): глина сильнопесчаная — 0,015.0,026 м/ч; песчаные разности — 0,0018.0,0063 м/ч.
На всех дверях тамбуров штолен установлены ширмы, сшитые из палаточной ткани, для ограничения поступления тёплого воздуха в период посещения комплекса экскурсантами.
Глазировка ПГВ не производилась с 2014 г. В отсутствии крепи, в результате выветривания пород, в кровле некоторых ПГВ ЦВМ в 2014—2017 гг. произошло три вывала. Самый крупный из них (весом около 200 кг) произошёл на сопряжении штольни № 1 с камерой № 4. В настоящее время в зоне вывала наблюдаются протяжённые трещины.

## История
Центр открыт в огромном леднике, обустроенном в штреке (горизонтальная горная выработка) у горы Чочур-Муран.
С советских времён здесь располагались продуктовые склады, позволявшие сохранять в замороженном виде продукты питания в любое время года, так как температура воздуха внутри ледника 5-10 градусов мороза даже в летний зной.
На церемонии открытия Центра в так называемом Тронном зале гостей приветствовал Чысхаан (якутский Дед Мороз).
Центр является официальной городской резиденцией сказочного персонажа, наряду с его резиденцией на Полюсе холода — в селе Томтор.
Произошедшие вывалы пород кровли в подземных горных выработках (ПГВ) туристического комплекса «Царство вечной мерзлоты» (ЦВМ) вызвали необходимость разработки превентивных мероприятий по предупреждению аварийных ситуаций.

## Залы
В Центре есть Церемониальный зал для проведения национальных обрядов якутов благословения и очищения. Этот зал украшен ледяными фигурами лебедей — символами чистоты и супружеской верности как в якутской мифологии, так и в европейской культуре.
В ещё одном помещении Центра туристы смогут сфотографироваться возле Хозяина Севера — человека-тороса из цельной глыбы льда. Согласно одной из многочисленных легенд, этот персонаж творит из мерзлоты живых существ и вдыхает в них жизнь.
В Центре есть мини-музей палеонтологии с экспозицией останков мамонтов и других животных ледникового периода.
Есть залы персонажей мультфильмов «Ледниковый период», «Игры престолов».
Ещё одна достопримечательность Центра — ледяная горка. Каждому, кто скатился с неё, вручается снежинка, в обмен на которую выписывается именной сертификат о посещении «Царства вечной мерзлоты».
В комплексе есть ледяной бар, в меню которого строганина (мороженая рыба) и «мартышки» (замороженная смесь творога, сметаны и ягод).
В 2018 году открыли Кёрлинговую дорожку.

## Галерея

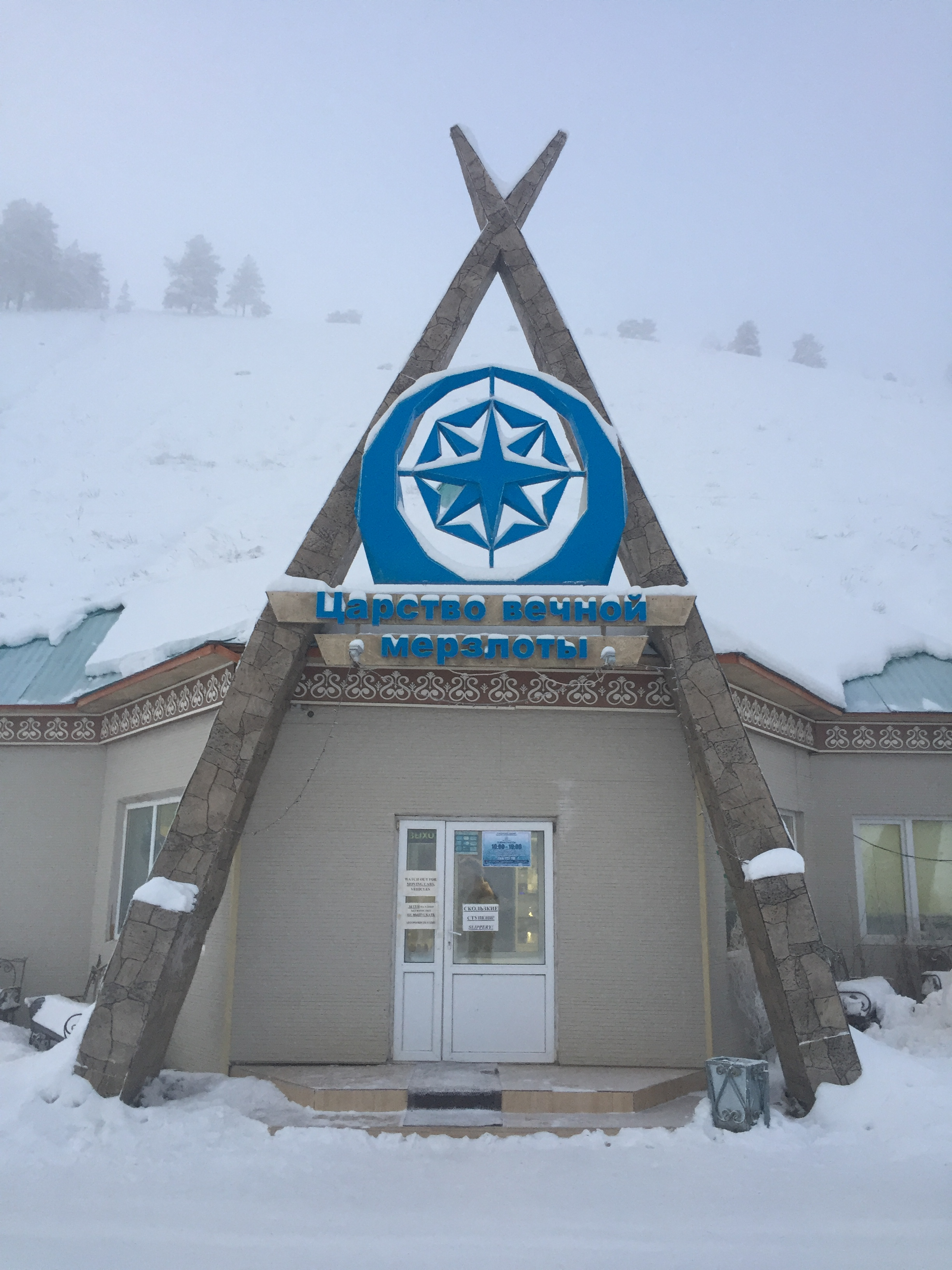
Главный вход
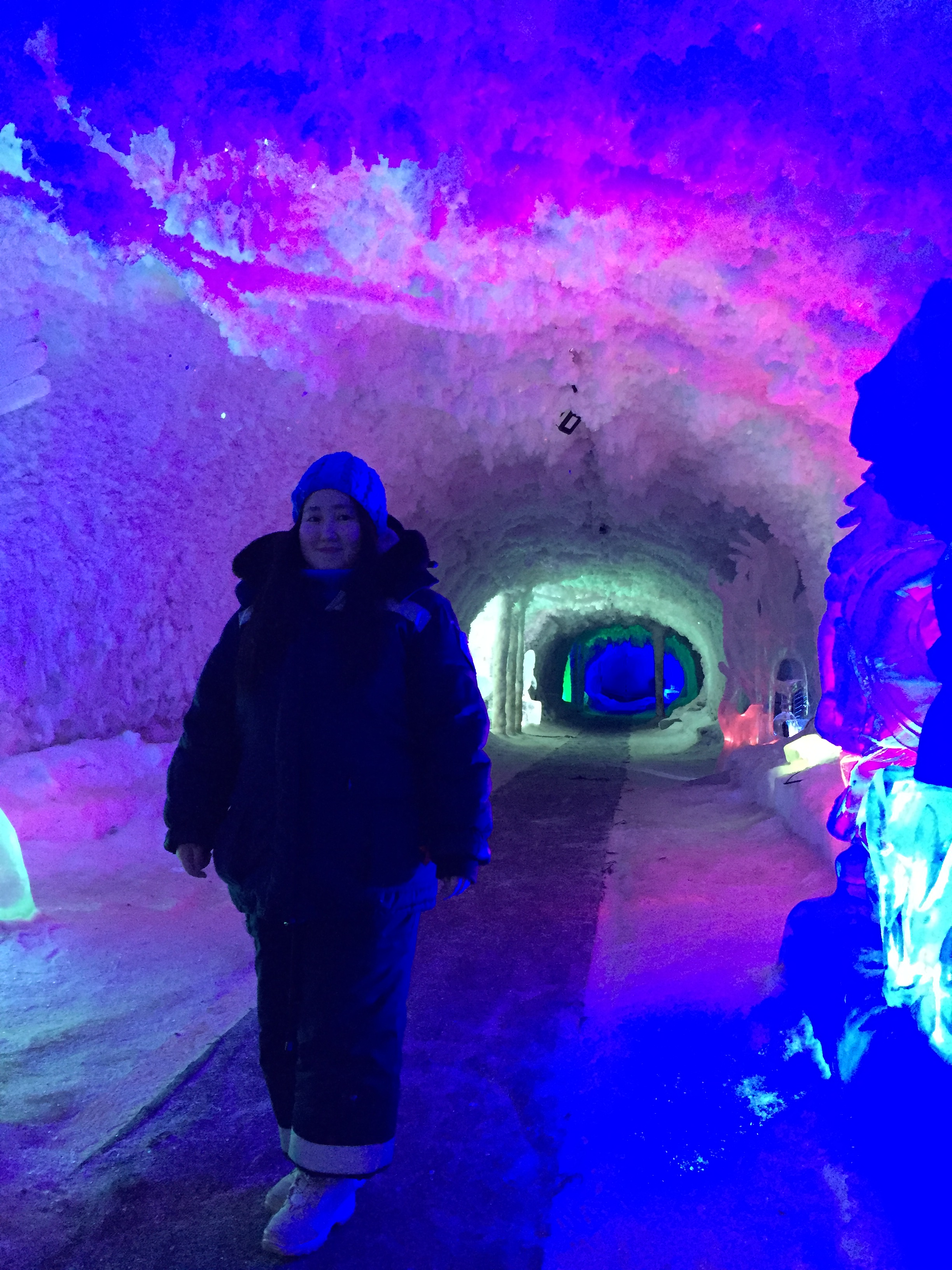
Экскурсовод
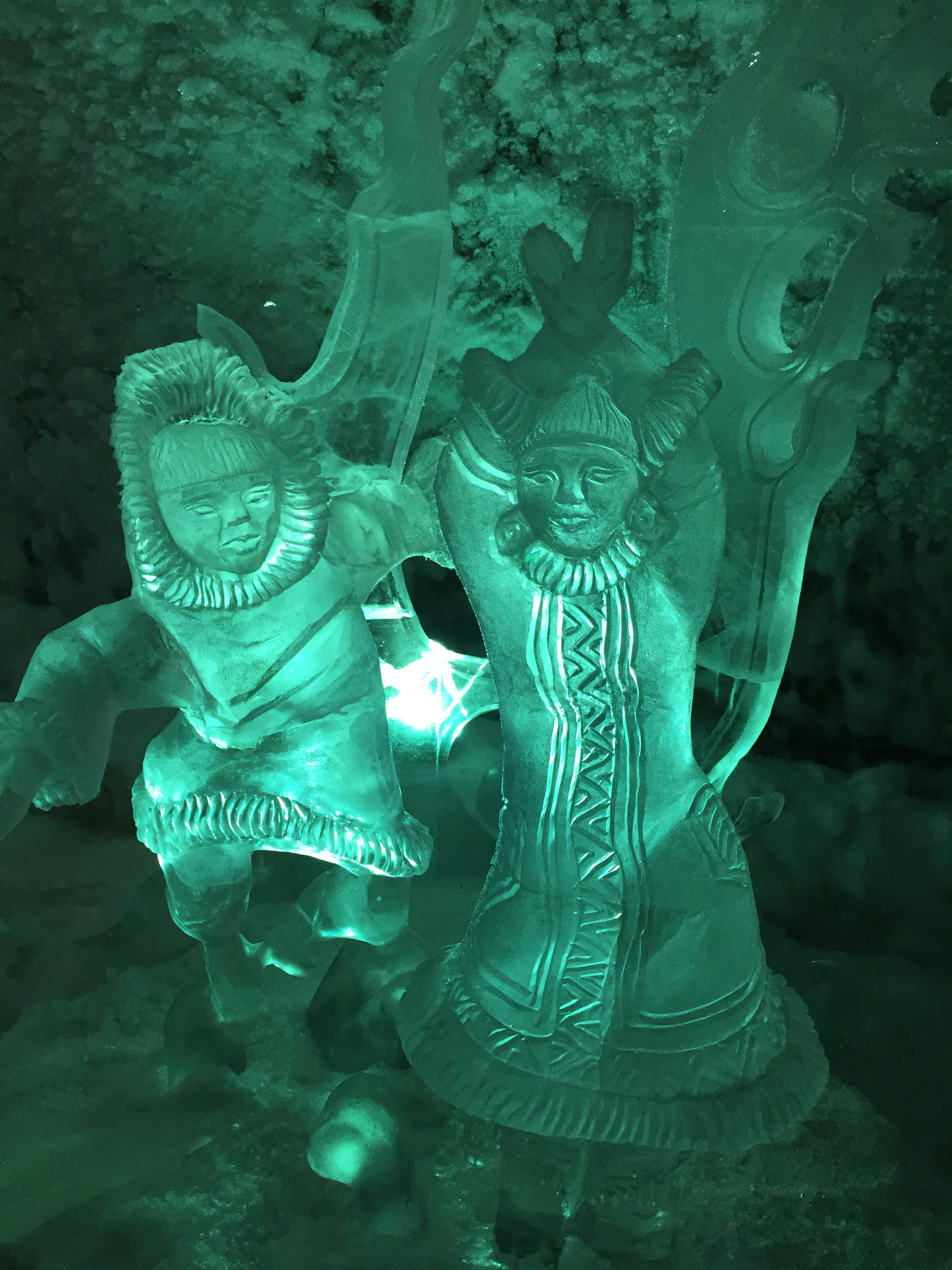
Экспозиция
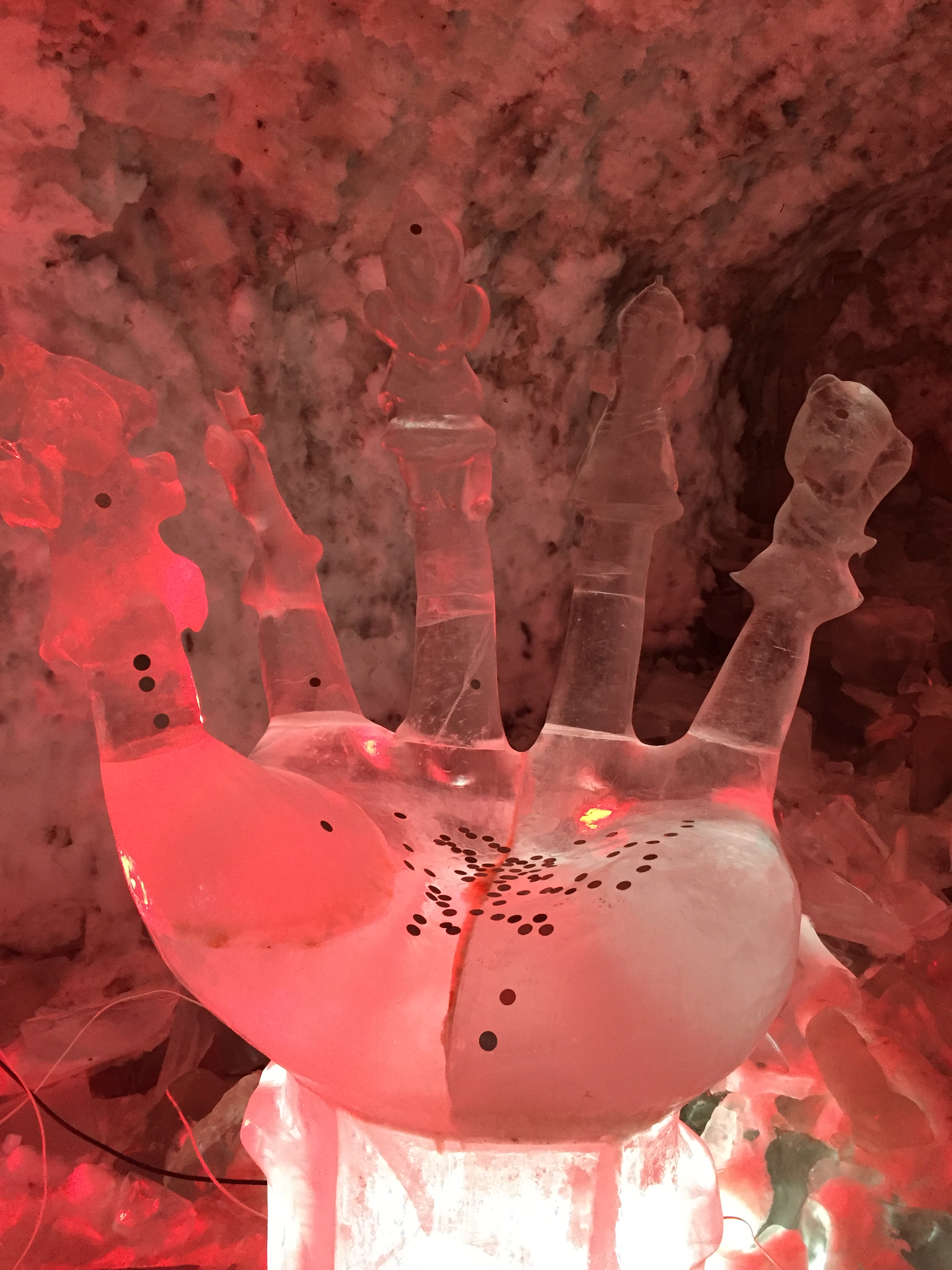
Экспозиция
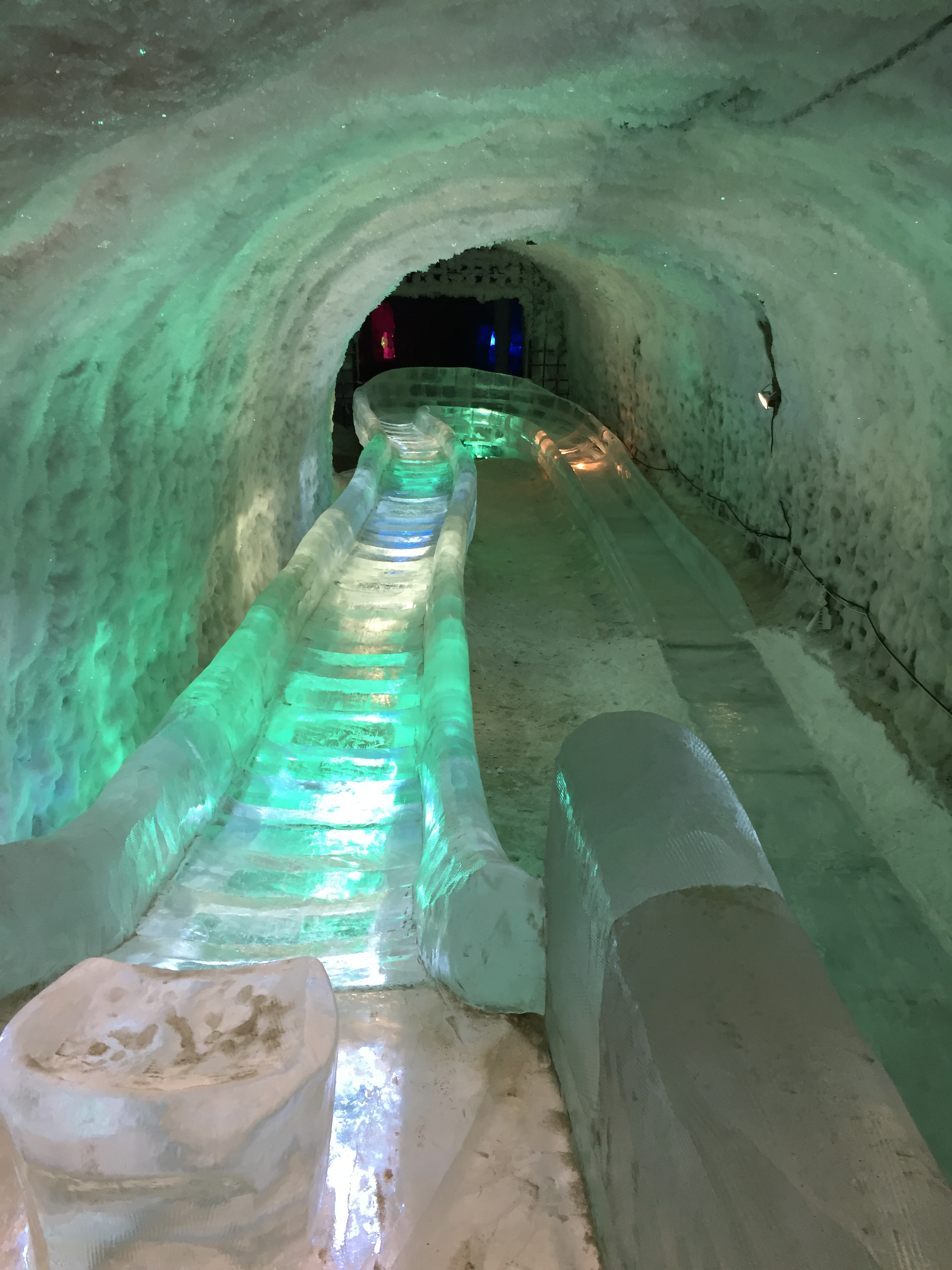
Санная-бобслейная трасса
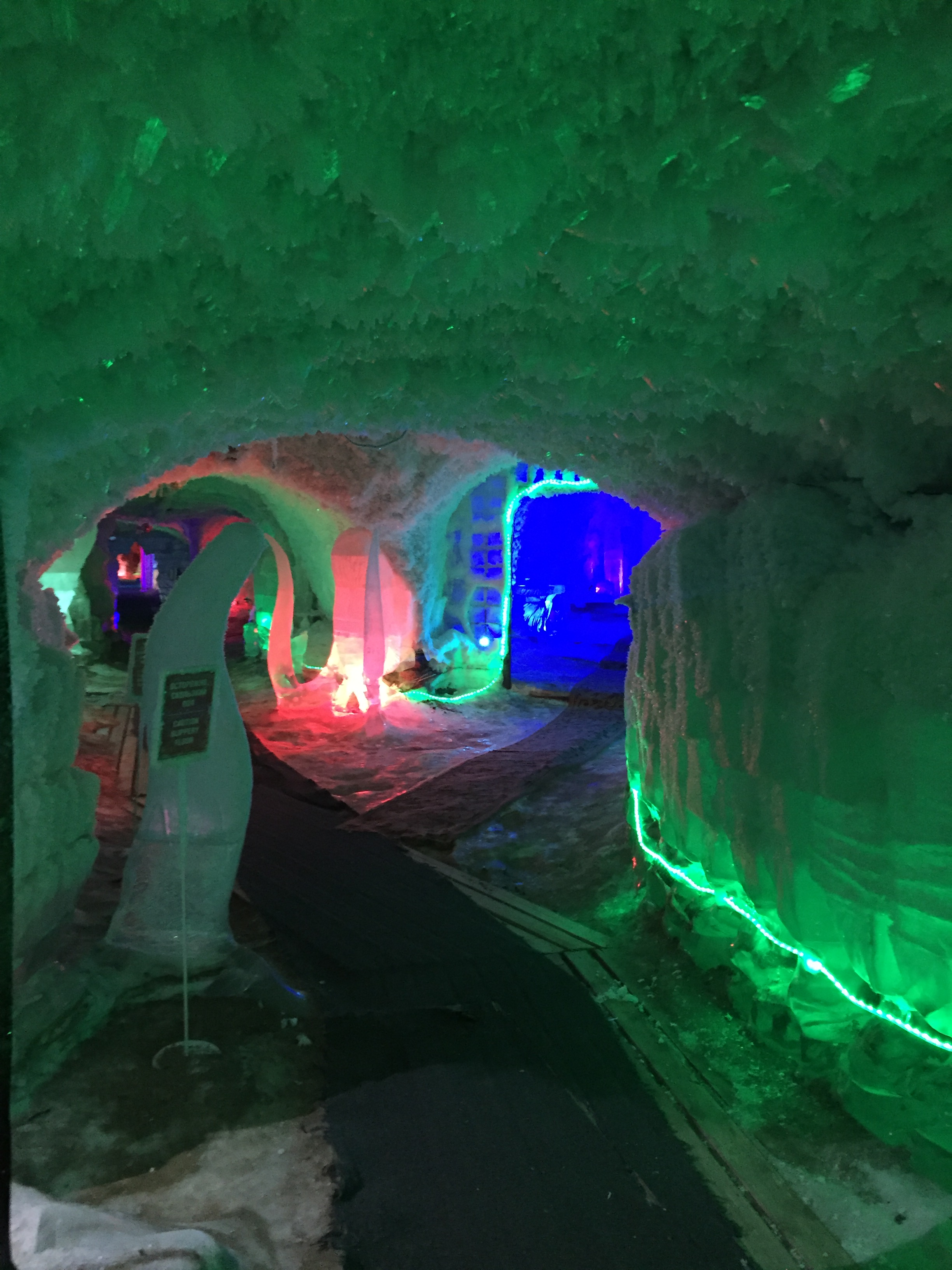
Экспозиция
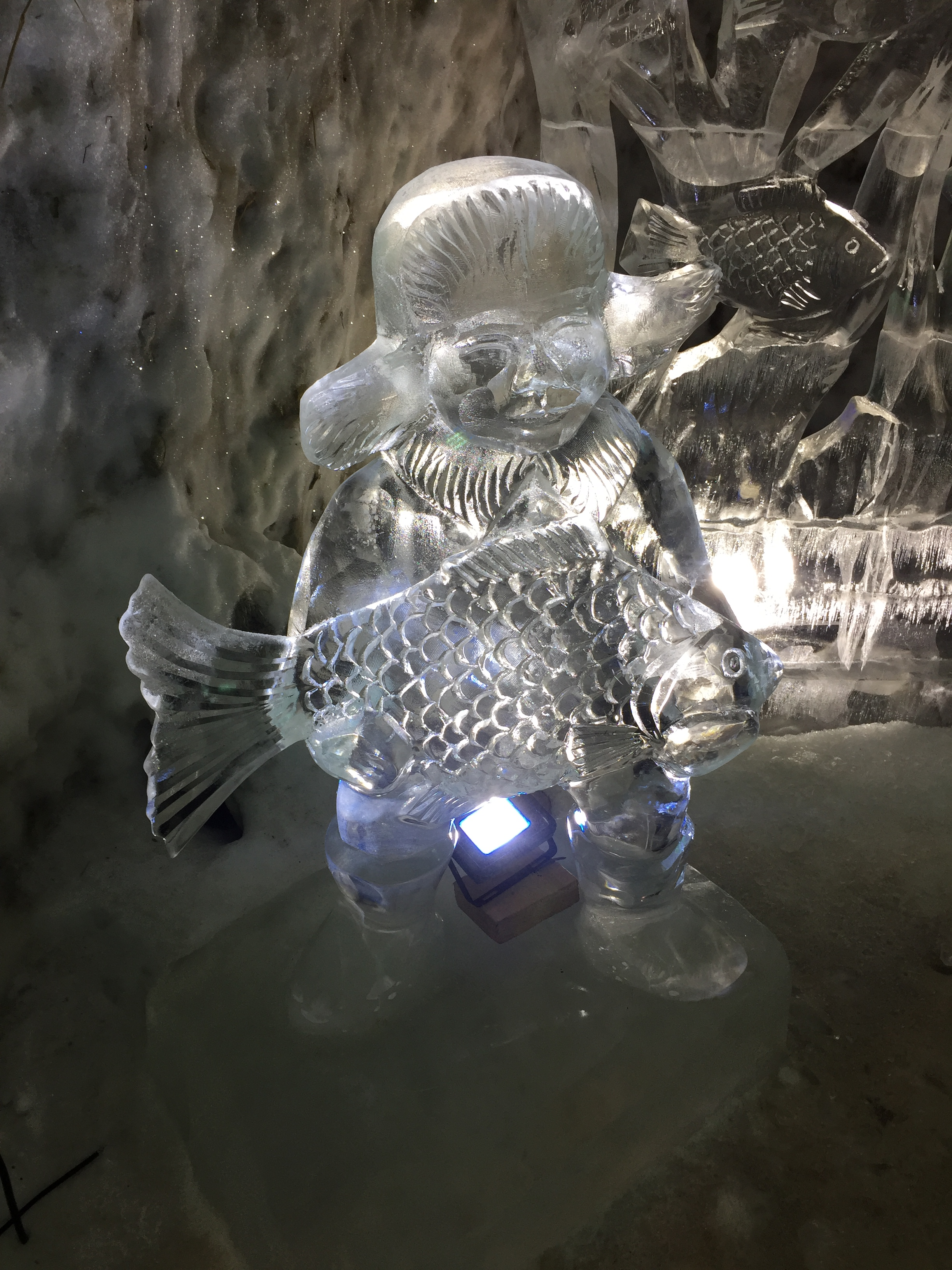
Экспозиция
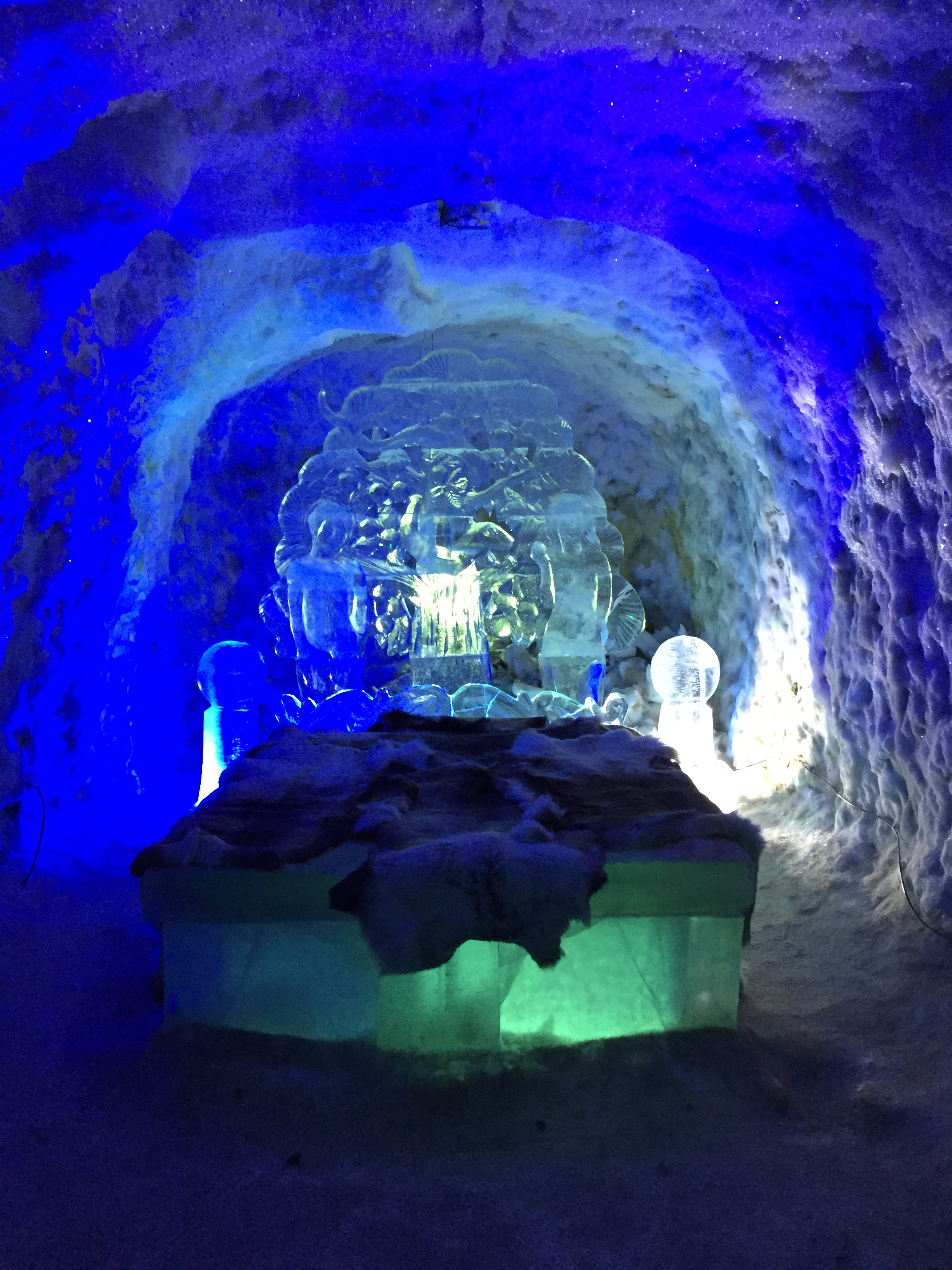
Экспозиция